# ジム・テイラー (脚本家)
ジム・テイラー（Jim Taylor, 1962年 - ）は、脚本家、映画プロデューサーである。アレクサンダー・ペイン監督との共作で知られる。

## 生い立ち
ワシントン州シアトル出身である。

## キャリア
1987年にカノン・フィルムズでキャリアが始まる。エイブリー財団の助成金で中国を訪れた後、テイラーはロサンゼルスに戻り、イヴァン・パッセルのもとで3年間働き、そしてHBOのディレクターのデヴォン・フォスターのもとでアシスタントとして働いた。その後、経済的理由でロサンゼルスに移り、そこではアレクサンダー・ペインに出会った。ルームメイトとなった2人は後に『Citizen Ruth』となる短編映画の脚本を書いた。『ホイール・オブ・フォーチュン』で賞金を獲得後、30歳でTisch School of the Artsに入った。在学中、ペインとともに『Citizen Ruth』をリライトし、3年目に製作された。1996年にテイラーはニューヨーク大学の映画製作のM.F.A.を取得した。

## フィルモグラフィ
- Citizen Ruth (1996) 脚本
- ハイスクール白書 優等生ギャルに気をつけろ! Election (1999) 脚本
- ジュラシック・パークIII Jurassic Park III (2001) 脚本
- アバウト・シュミット About Schmidt (2002) 脚本
- サイドウェイ Sideways (2004) 脚本
- チャックとラリー おかしな偽装結婚!? I Now Pronounce You Chuck and Larry (2007) 脚本
- マイ・ライフ、マイ・ファミリー The Savages (2007) 製作総指揮
- Cedar Rapids (2011) 製作
- ファミリー・ツリー The Descendants (2011) 製作
- ダウンサイズ Downsizing (2017) 製作兼脚本
- 15年後のラブソング Juliet, Naked (2018) 脚本

## 受賞歴
| 賞                               | 年     | 部門       | 作品名                                     | 結果       | 備考                                           |
| -------------------------------- | ------ | ---------- | ------------------------------------------ | ---------- | ---------------------------------------------- |
| アカデミー賞                     | 1999年 | 脚色賞     | ハイスクール白書 優等生ギャルに気をつけろ! | ノミネート | アレクサンダー・ペインと共同                   |
| アカデミー賞                     | 2004年 | 脚色賞     | サイドウェイ                               | 受賞       | アレクサンダー・ペインと共同                   |
| アカデミー賞                     | 2011年 | 作品賞     | ファミリー・ツリー                         | ノミネート | アレクサンダー・ペインと共同                   |
| 全米映画批評家協会賞             | 2004年 | 脚本賞     | サイドウェイ                               | 受賞       | アレクサンダー・ペインと共同                   |
| ニューヨーク映画批評家協会賞     | 1999年 | 脚本賞     | ハイスクール白書 優等生ギャルに気をつけろ! | 受賞       | アレクサンダー・ペインと共同                   |
| ニューヨーク映画批評家協会賞     | 2004年 | 脚本賞     | サイドウェイ                               | 受賞       | アレクサンダー・ペインと共同                   |
| ロサンゼルス映画批評家協会賞     | 2002年 | 脚本賞     | アバウト・シュミット                       | 受賞       | アレクサンダー・ペインと共同                   |
| ロサンゼルス映画批評家協会賞     | 2004年 | 脚本賞     | サイドウェイ                               | 受賞       | アレクサンダー・ペインと共同                   |
| ゴールデングローブ賞             | 2002年 | 脚本賞     | アバウト・シュミット                       | 受賞       | アレクサンダー・ペインと共同                   |
| ゴールデングローブ賞             | 2004年 | 脚本賞     | サイドウェイ                               | 受賞       | アレクサンダー・ペインと共同                   |
| 英国アカデミー賞                 | 2004年 | 脚色賞     | サイドウェイ                               | 受賞       | アレクサンダー・ペインと共同                   |
| インディペンデント・スピリット賞 | 1999年 | 脚本賞     | ハイスクール白書 優等生ギャルに気をつけろ! | 受賞       | アレクサンダー・ペインと共同                   |
| インディペンデント・スピリット賞 | 2004年 | 脚本賞     | サイドウェイ                               | 受賞       | アレクサンダー・ペインと共同                   |
| ゴールデンラズベリー賞           | 2007年 | 最低脚本賞 | チャックとラリー おかしな偽装結婚!?        | ノミネート | バリー・ファナロ、アレクサンダー・ペインと共同 |
| 放送映画批評家協会賞             | 2002年 | 脚本賞     | アバウト・シュミット                       | ノミネート | アレクサンダー・ペインと共同                   |
| 放送映画批評家協会賞             | 2004年 | 脚本賞     | サイドウェイ                               | 受賞       | アレクサンダー・ペインと共同                   |
| ボストン映画批評家協会賞         | 2004年 | 脚本賞     | サイドウェイ                               | 受賞       | アレクサンダー・ペインと共同                   |
| シカゴ映画批評家協会賞           | 2002年 | 脚本賞     | アバウト・シュミット                       | ノミネート | アレクサンダー・ペインと共同                   |
| シカゴ映画批評家協会賞           | 2004年 | 脚本賞     | サイドウェイ                               | 受賞       | アレクサンダー・ペインと共同                   |